# Morti nel 1972/Ottobre
| Questa pagina contiene informazioni ricavate automaticamente dalle voci biografiche con l'ausilio del template Bio e di un bot. L'aggiornamento è periodico e automatico e ricostruisce completamente la pagina. Se manca una persona in questa lista, sei pregato di non aggiungerla, ma accertati piuttosto che la sua voce biografica contenga il template Bio e che i dati anagrafici siano correttamente compilati. Se il template Bio manca, inseriscilo tu stesso o, in alternativa, metti l'avviso {{tmp\|Bio}} che ne segnala la mancanza. Se i dati riportati sono sbagliati, correggi direttamente la voce biografica; le modifiche saranno visibili in questa lista entro pochi giorni. Per chiarimenti vedi il progetto biografie. La lista contiene solo le 79 persone che sono citate nell'enciclopedia e per le quali è stato implementato correttamente il template Bio. Pagina aggiornata al 3 mar 2024. |

- 1º ottobre - Ejvind Blach, hockeista su prato danese (n. 1895)
- 1º ottobre - Alessandro Buzio, aviatore italiano (n. 1893)
- 1º ottobre - Neville Lancelot Goddard, scrittore barbadiano (n. 1905)
- 1º ottobre - Kurt Hiller, scrittore, giornalista e pacifista tedesco (n. 1885)
- 1º ottobre - Louis Leakey, paleontologo britannico (n. 1903)
- 2 ottobre - Ulderico De Cesaris, militare italiano (n. 1889)
- 2 ottobre - Günter Dietrich, geografo tedesco (n. 1911)
- 3 ottobre - Giuseppe Conca, sollevatore italiano (n. 1904)
- 3 ottobre - Wim van Heel, hockeista su prato olandese (n. 1922)
- 5 ottobre - Henry Dreyfuss, designer statunitense (n. 1904)
- 5 ottobre - Ivan Antonovič Efremov, paleontologo e scrittore di fantascienza russo (n. 1908)
- 5 ottobre - Solomon Lefschetz, matematico e ingegnere turco (n. 1884)
- 7 ottobre - Erik Eriksen, politico danese (n. 1902)
- 7 ottobre - Antonio Molinaroli, politico italiano (n. 1894)
- 7 ottobre - Remo Scuriatti, artista, fotografo e pittore italiano (n. 1900)
- 8 ottobre - Prescott Bush, politico e banchiere statunitense (n. 1895)
- 8 ottobre - José Maria Cuenco, arcivescovo cattolico filippino (n. 1885)
- 8 ottobre - Alexander Ramsay, ammiraglio britannico (n. 1881)
- 8 ottobre - Miroslav Široký, calciatore boemo (n. 1885)
- 9 ottobre - Dave Bancroft, giocatore di baseball statunitense (n. 1891)
- 9 ottobre - Giuseppe Capogrossi, pittore italiano (n. 1900)
- 9 ottobre - Miriam Hopkins, attrice statunitense (n. 1902)
- 9 ottobre - Andrea Marrazzi, schermidore e dirigente sportivo italiano (n. 1887)
- 10 ottobre - Attilio Cattani, diplomatico italiano (n. 1900)
- 10 ottobre - Kenneth Edgeworth, astronomo e economista irlandese (n. 1880)
- 10 ottobre - Ernest Mills, pistard britannico (n. 1913)
- 12 ottobre - Álvaro Cepeda Samudio, scrittore, giornalista e regista colombiano (n. 1926)
- 12 ottobre - Marcel Claeys, ciclista su strada belga (n. 1913)
- 12 ottobre - Mary Frizzell, velocista canadese (n. 1913)
- 12 ottobre - Leonard Gerow, generale statunitense (n. 1888)
- 12 ottobre - Robert Le Vigan, attore francese (n. 1900)
- 12 ottobre - Francesco Pinelli, latinista e grecista italiano (n. 1889)
- 13 ottobre - Oskar Bengtsson, calciatore svedese (n. 1885)
- 13 ottobre - Arthur Schabinger, allenatore di pallacanestro, allenatore di football americano e dirigente sportivo statunitense (n. 1889)
- 14 ottobre - Piero Lucano, pittore, architetto e scrittore italiano (n. 1878)
- 15 ottobre - Rolf Semb-Thorstvedt, calciatore norvegese (n. 1898)
- 16 ottobre - Nick Begich, politico statunitense (n. 1932)
- 16 ottobre - Hale Boggs, politico e avvocato statunitense (n. 1914)
- 16 ottobre - Leo G. Carroll, attore inglese (n. 1886)
- 16 ottobre - Dino Philipson, avvocato, imprenditore e politico italiano (n. 1889)
- 16 ottobre - Wael Zuaiter, traduttore e politico palestinese (n. 1934)
- 17 ottobre - Turk Broda, hockeista su ghiaccio e allenatore di hockey su ghiaccio canadese (n. 1914)
- 17 ottobre - Giorgio Karađorđević, principe serbo (n. 1887)
- 17 ottobre - Harlow Shapley, astronomo statunitense (n. 1885)
- 17 ottobre - Paul Wolf, nuotatore statunitense (n. 1916)
- 18 ottobre - Edward Cook, astista e lunghista statunitense (n. 1889)
- 18 ottobre - Filippo Naldi, giornalista, politico e imprenditore italiano (n. 1886)
- 18 ottobre - Richard Sanders, lottatore statunitense (n. 1945)
- 19 ottobre - Sa'id bin Taymur dell'Oman, sovrano omanita (n. 1910)
- 19 ottobre - Ermes Midena, architetto italiano (n. 1895)
- 21 ottobre - Jim Duncan, giocatore di football americano statunitense (n. 1946)
- 22 ottobre - James K. Baxter, poeta neozelandese (n. 1926)
- 23 ottobre - Rinus van den Berge, velocista olandese (n. 1900)
- 23 ottobre - Dave Simmonds, pilota motociclistico britannico (n. 1939)
- 24 ottobre - Gregorio Amestoy, calciatore filippino (n. 1916)
- 24 ottobre - Jackie Robinson, giocatore di baseball statunitense (n. 1919)
- 24 ottobre - Thelma Votipka, soprano statunitense (n. 1906)
- 25 ottobre - Alberto Asquini, giurista e politico italiano (n. 1889)
- 25 ottobre - Doyle E. Carlton, politico statunitense (n. 1885)
- 25 ottobre - Johnny Mantz, pilota automobilistico statunitense (n. 1918)
- 26 ottobre - Joe Cottrill, mezzofondista britannico (n. 1888)
- 26 ottobre - Adolfo Orsi, imprenditore italiano (n. 1888)
- 26 ottobre - Igor Sikorsky, ingegnere, pioniere dell'aviazione e imprenditore russo (n. 1889)
- 27 ottobre - Adalberto Mariano, ammiraglio, navigatore e esploratore italiano (n. 1898)
- 27 ottobre - Giovanni Spampinato, giornalista italiano (n. 1946)
- 27 ottobre - Katherine Oppenheimer, biologa e botanica tedesca (n. 1910)
- 28 ottobre - Jole Fano, attrice teatrale e imprenditrice italiana (n. 1904)
- 28 ottobre - Mitchell Leisen, regista, scenografo e costumista statunitense (n. 1898)
- 28 ottobre - Lilian Lenton, ballerina e attivista britannica (n. 1891)
- 29 ottobre - Roberto Marmugi, politico, partigiano e sindacalista italiano (n. 1921)
- 29 ottobre - Victor Milner, direttore della fotografia statunitense (n. 1893)
- 29 ottobre - Mario Alberto Zingaretti, sindacalista, partigiano e antifascista italiano (n. 1890)
- 30 ottobre - Aldo Ferrabino, storico, filosofo e bibliotecario italiano (n. 1892)
- 30 ottobre - Ervín Kováč, calciatore slovacco (n. 1911)
- 30 ottobre - Hans Multhopp, ingegnere aeronautico tedesco (n. 1913)
- 30 ottobre - Silvio Sganzini, linguista, insegnante e lessicografo svizzero (n. 1898)
- 31 ottobre - Luigi Deffenu, politico italiano (n. 1888)
- 31 ottobre - Bill Durnan, hockeista su ghiaccio e allenatore di hockey su ghiaccio canadese (n. 1916)
- 31 ottobre - Antonino Maccarrone, politico italiano (n. 1922)